# FC Étoile Sportive Gand
FC Étoile Sportive Gand was een Belgische voetbalclub uit Gent. De club sloot in 1923 aan bij de KBVB en kreeg in 1926 stamnummer 317.
In 1927 fuseerde de club met Eendracht Evergem tot Eendracht Sportief Belzeele Evergem.

## Geschiedenis
De club sloot in 1923 aan bij de KBVB.
De club startte in Divisie 3, wat toen het tweede provinciale niveau was, en speelde zijn hele geschiedenis op dat niveau.
In september 1927 fuseerde de club met Eendracht Evergem (stamnummer 274) en vormde zo de nieuwe club Eendracht Sportief Belzeele Evergem met stamnummer 1059.